# Aloe laetevirens
Aloe laetevirens é uma espécie de liliopsida do gênero Aloe, pertencente à família Asphodelaceae.